# Bernhard Hoetger

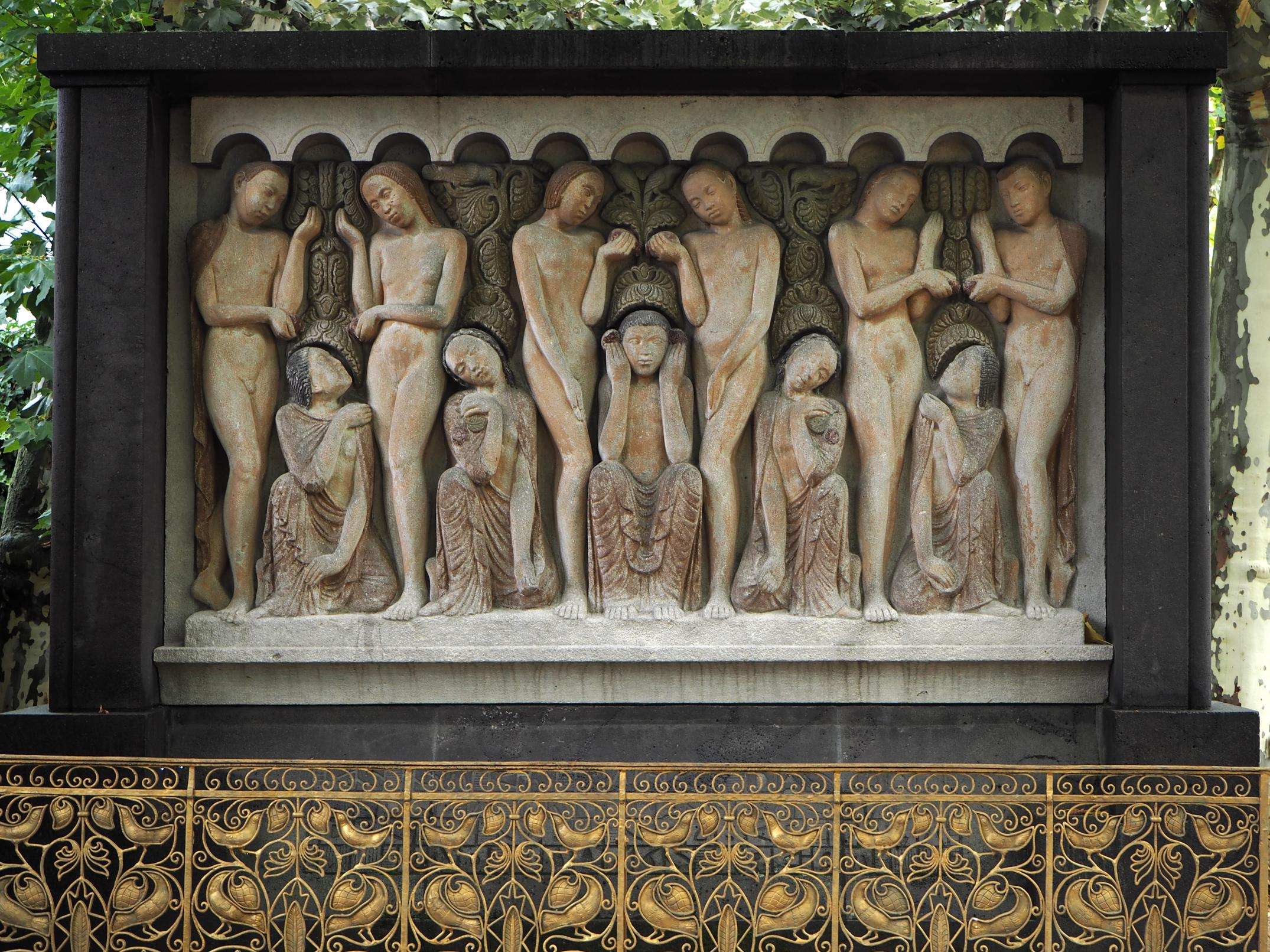
Relief Frühling, Darmstadt, 1912–1914

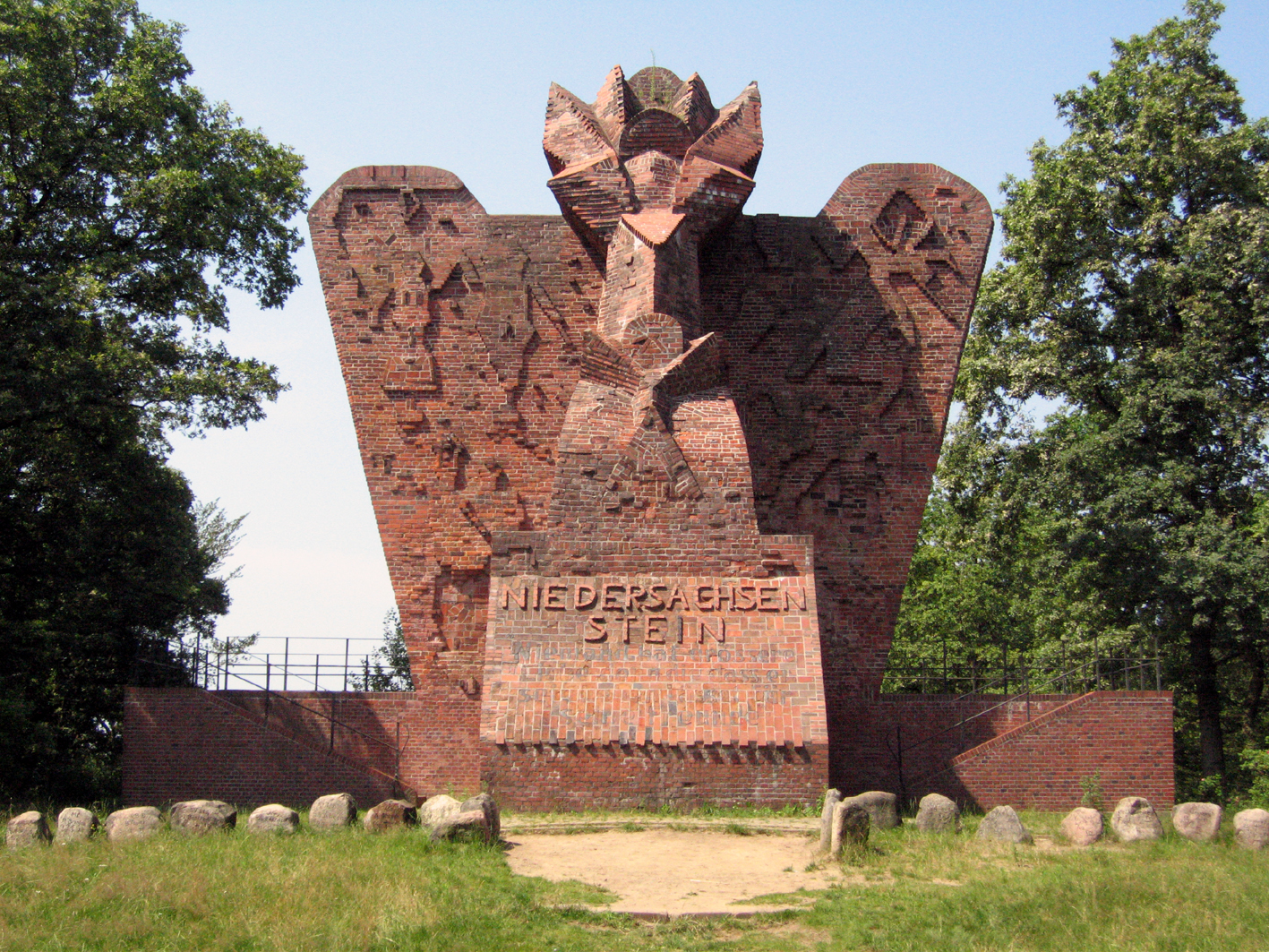
Niedersachsenstein, Worpswede, 1922

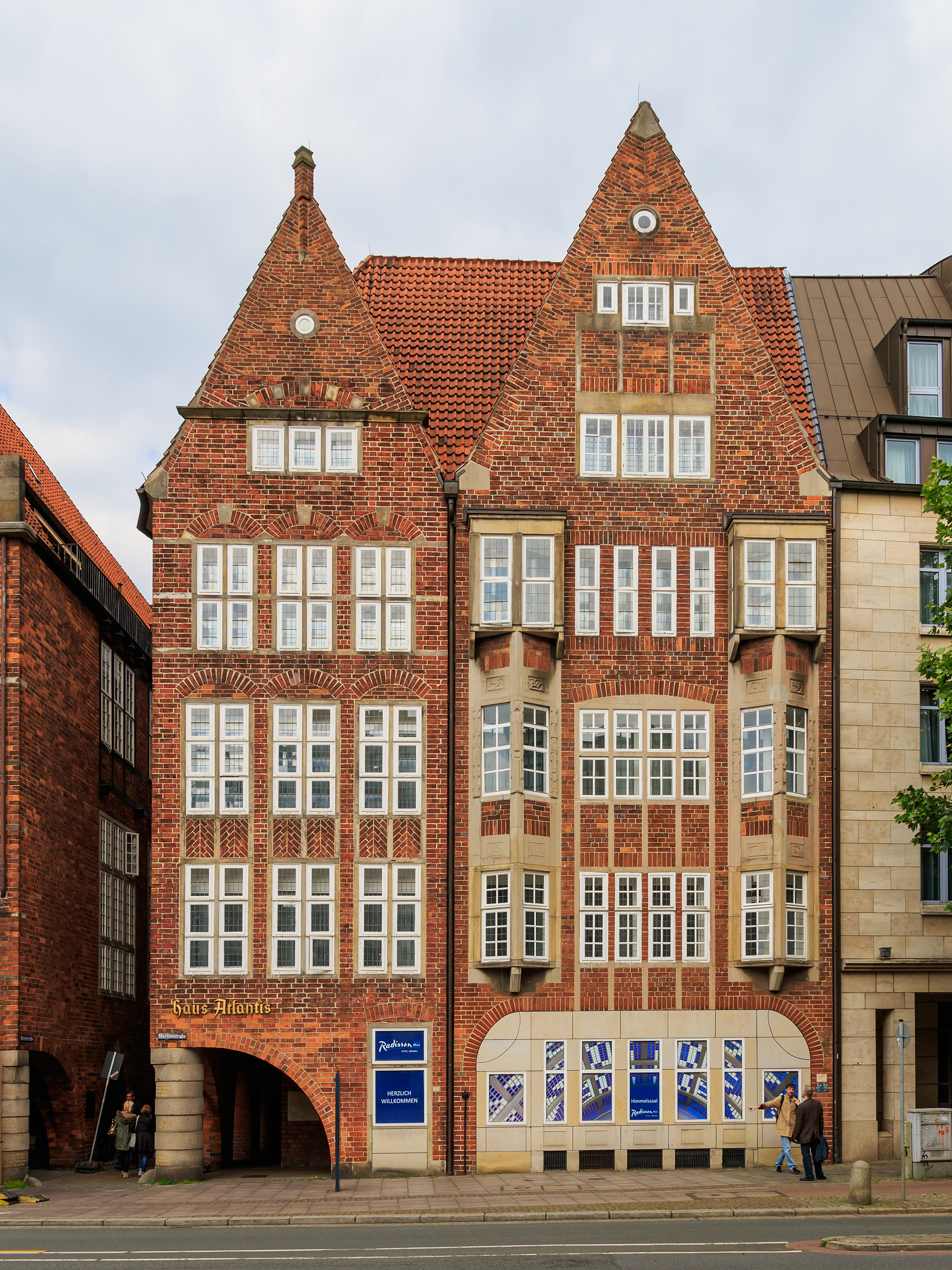
Haus Atlantis przy Böttcherstraße w Bremie

Bernhard Hoetger (ur. 4 maja 1874 w Hörde, zm. 18 lipca 1949 w Interlaken) – niemiecki rzeźbiarz, malarz, architekt i rzemieślnik, ekspresjonista.

## Życiorys
Hoetger urodził się 4 maja 1874 roku w Hörde jako syn krawca Johanna Schmieda i jego żony Theodory Bahne.
W latach 1888–1892 odbył praktykę w zakładzie rzeźbiarskim w Detmold, a następnie wyruszył w podróż czeladniczą przez Saksonię, zdobywając m.in. praktykę w zakładzie stolarstwa sakralnego w Wiedenbrück. W latach 1897–1900 studiował rzeźbę pod kierunkiem Karla Janssena (1855–1927) w Kunstakademie Düsseldorf. W latach 1900–1907 przebywał w Paryżu, gdzie spotykał się z dziełami francuskiego rzeźbiarza Auguste’a Rodina (1840–1917) i Aristide’a Maillola (1861–1944).
W 1906 roku spotkał w Paryżu prekursorkę malarstwa ekspresjonistycznego Paulę Modersohn-Becker (1876–1907) oraz bankiera Augusta von der Heydta (1851–1929), który został jego mecenasem. Poprzez von der Heydta Hoetgerem zainteresował się wielki książę Hesji Ernest Ludwik, który sprowadził artystę w 1910 roku do Darmstädter Künstlerkolonie, a Hoetger uzyskał w Darmstadt profesurę.
W 1914 roku Hoetger przeniósł się do kolonii artystycznej Worpswede, gdzie według własnego projektu zbudował „Brunnenhof”.
W 1916 roku sporządził dla niemieckiego fabrykanta Hermanna Bahlsena (1859–1919) plany nowego miasta TET-Stadt koło nowej fabryki Bahlsena, których nie zrealizowano z powodu wybuchu I wojny światowej i śmierci przedsiębiorcy. Od 1918 roku przyjaźnił się z Ludwigiem Roseliusem (1874–1943) przedsiębiorcą na rynku kawy, który umożliwił mu uczestnictwo w charakterze architekta pracach przy przeprojektowaniu Böttcherstraße w Bremie. Ulica została ukończona w 1931 roku, a jednym z jej charakterystycznych budynków stał się Haus Atlantis.
W Worpswede Hoetger zaprojektował dla Roseliusa kawiarnię „Kaffee Worpswede” i salę wystawienniczą „Große Kunstschau”. W 1922 roku wzniósł w Worpswede Niedersachsenstein – ekspresjonistyczny ceglany pomnik upamiętniający poległych podczas I wojny światowej.
W 1931 i 1937 roku Hoetger odbył podróże do Portugalii, gdzie namalował serię akwarel przedstawiającymi lokalne krajobrazy.
W okresie III Rzeszy Hoetger, podobnie jak jego patron Roselius, sympatyzował z narodowymi socjalistami i wstąpił do NSDAP. W 1936 roku podczas zjazdu NSDAP w Norymberdze Hitler zaliczył prace Hoetgera do sztuki wynaturzonej, a artysta został usunięty z partii. Sam Hoetger wycofał się z życia publicznego w 1934 roku, zamieszkał w Berlinie i zwrócił się ku grafice i malarstwu olejnemu. W 1946 roku Hoetger zamieszkał w Szwajcarii.
Zmarł 18 lipca 1949 roku w Interlaken.

## Twórczość
Wpływ na wczesną twórczość Hoetgera miały impresjonistyczne prace Rodina i secesja. Głównym dziełem tego okresu jest półakt kobiecy „Fécondité” (1904). Kolejne prace Hoetgera pozostawały pod wpływem Maillola – by uzyskać efekt sztywności i monumentalności, artysta stosował zabiegi znane ze sztuki egipskiej i hinduskiej. Krytycy uważali jego twórczość za eklektyczną. Sam Hoetger podporządkowywał materiał historyczny obowiązującym zasadom projektowania – od impresjonizmu i secesji po ekspresjonizm i kubizm.